# Retablo del Centenar de la Ploma
El retablo del Centenar de la Ploma, también llamado retablo de San Jorge, es una de las piezas más representativas del gótico internacional valenciano. Obra del aragonés Miguel Alcañiz y el alemán Marzal de Sas entre otros colaboradores, fechada alrededor del 1400-1405. En su calle central, más ancha, retrata la batalla del Puig (18 de octubre de 1237) encabezada por el rey Jaime I de Aragón —quien en realidad no participó en la contienda—; abajo, aparece san Jorge luchando contra el dragón. En las calles laterales hay dieciséis escenas de la leyenda del santo, que coronan los cuatro evangelistas, y en el resto del conjunto se describen otras imágenes religiosas.
Fue encargado por el Centenar de la Ploma, una milicia de Valencia que tenía a san Jorge como su patrón. Tras su abolición en 1711 por los decretos de Nueva Planta, la obra desapareció de su iglesia. Apareció en París en 1864, donde fue adquirido por el museo Victoria y Alberto de Londres; desde entonces, el retablo permanece en esta pinacoteca. En 2019, la predela viajó a Valencia para su restauración y la Generalidad Valenciana mostró interés en recuperar el conjunto.

## Contexto histórico y artístico
Desde la década de 1380, Valencia fue una ciudad en expansión, con estabilidad económica y la proyección de ser una de las urbes más importantes de la Corona de Aragón y del Mediterráneo. Tanto la Iglesia como la clase media, así como el futuro monarca Martín I de Aragón, hijo de Pedro IV el Ceremonioso, buscaban nuevos referentes artísticos para simbolizar su riqueza y posición social. Este ambiente prolífico, aunado a la ausencia de muchos maestros locales, atrajo la atención de artistas de distinta procedencia, lo que propició la aceptación del gótico internacional.
Este estilo surgió paralelamente en varias ciudades de Europa, como Aviñón, Dijon, París o Praga. Hacia 1370 se comenzaron a documentar propiedades unificadas entre estas. De esta forma, el gótico internacional se caracteriza por sus obras elegantes, estilizadas, con imágenes idealizadas y que denotan lujo en sus detalles. Se desarrolló principalmente bajo el amparo del mecenazgo de las familias reales europeas. No fue hasta la década de 1390 que Valencia incorporó el gótico internacional. En el año 1390 el catalán Pere Nicolau realizó las pinturas del coro de la catedral de Valencia, y al poco tiempo se documentó su participación en la decoración de la torres de Serranos junto a Andrés Marçal de Sas; el florentino Gherardo Starnina estuvo en la ciudad entre el 1395 y 1401; y en 1399 se documentó a Johan Utuvert, de Utrecht. Así, la afluencia de artistas de diferentes partes de Europa generó una fusión de estilos, al igual que los clientes competían entre sí para conseguir los servicios de los pintores más afamados. Los artistas buscaban crear las obras «más bellas e innovadoras» aprovechando métodos y diseños de otros oficios artísticos.
En definitiva, Valencia se convirtió en una de las capitales del gótico internacional gracias a que en sus calles convivían artistas sajones, holandeses, florentinos, pisanos, sieneses o chipriotas, además de maestros catalanes, aragoneses, mallorquines y los propios valencianos. Este conjunto estudiaba y apreciaba las obras de sus colegas, y los contratos garantizaban la similitud del pedido con otra pieza, que pudiera ser de otro pintor, por lo que todos los artistas se veían obligados a «absorber los novedosos diseños, modelos y estilos que circulaban por la ciudad».

## Historia

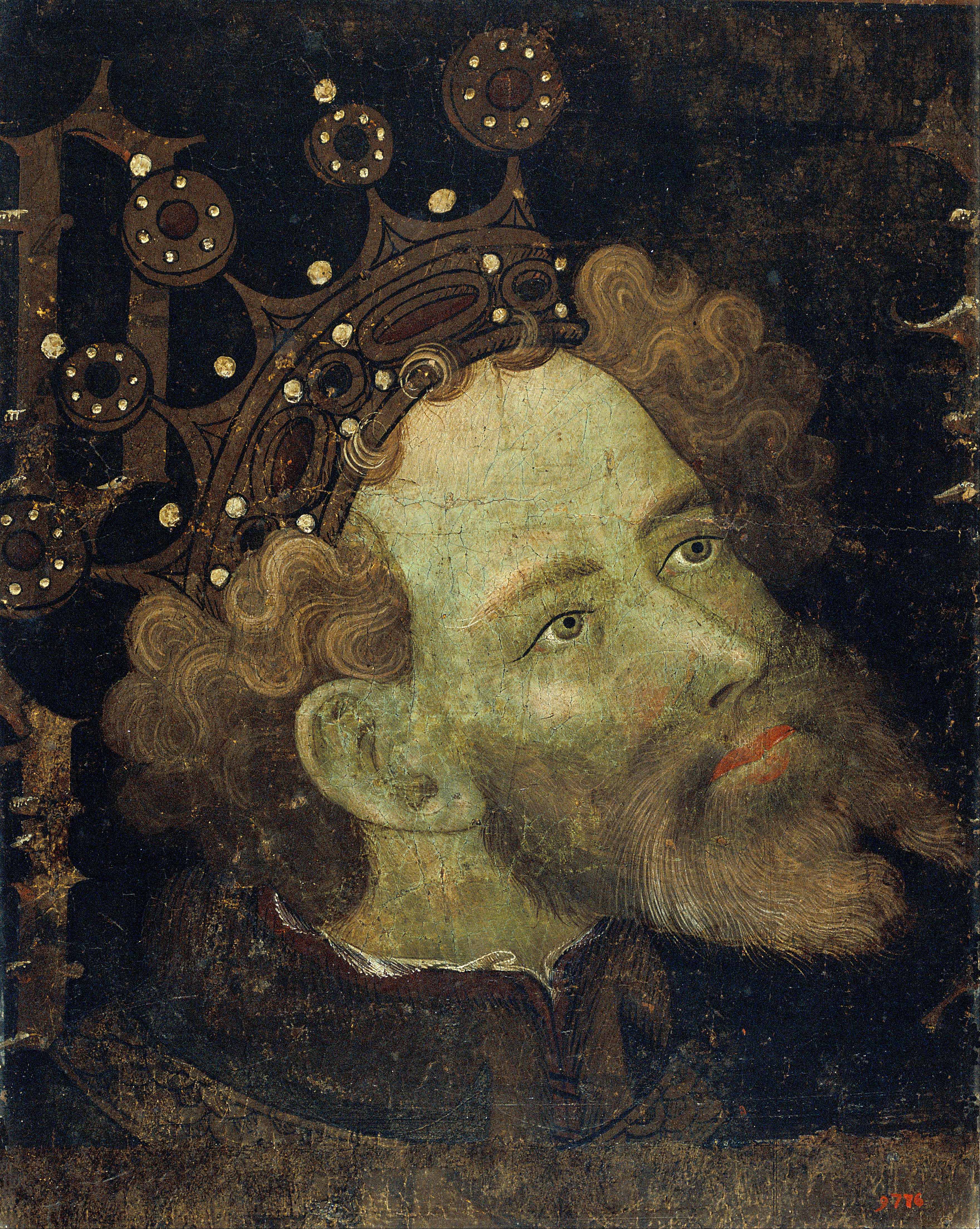
Retrato de Pedro IV el Ceremonioso.

El 3 de junio de 1365, Pedro IV concedió la fundación de la milicia laica del Centenar del Glorioso san Jorge, conocida como del Centenar de la Ploma (en castellano, «Centenar de la Pluma») por la pluma de garza que decoraba su casco. Este grupo estaba formado por cien ballesteros de diferentes estamentos, que portaban un hábito blanco con la cruz roja de san Jorge. Su origen radica en un grupo de ballesteros que ayudaron al monarca en el sitio de Sagunto que puso fin a la guerra de los Dos Pedros. Su deber era proteger Valencia, pero también se fundó con fines económicos, ya que reforzaría el poder de la orden de san Jorge de Alfambra —de la que deriva el Centenar de la Ploma— y la futura cofradía, fundada en 1371, levantaría una nueva iglesia dedicada a san Jorge. La milicia se disolvió en 1711, con la abolición de los Fueros debido a los decretos de Nueva Planta que implantó Felipe V de Borbón.
En el año 1400, Martín I decidió fusionar la orden de Alfambra con la orden de santa María de Montesa, debido a sus problemas económicos. Esto pudo propiciar la inauguración de la iglesia de san Jorge el 27 de mayo del año siguiente, así como el encargo del retablo. Este templo era de dimensiones reducidas y se encontraba en la actualmente llamada plaza de Rodrigo Botet. Como una de las paradas de la procesión del 9 de octubre, que conmemora la entrada de Jaime I en la ciudad, el tema de la obra del altar mayor debió relacionarse con este evento.
El Centenar de la Ploma encargó el retablo de san Jorge, probablemente, con el apoyo de la orden de Alfambra. Esta pieza se situaría en el altar mayor, teniendo en cuenta su tamaño y escenas acerca del santo y de la conquista de Valencia. Otro factor determinante en el encargo pudo ser la rivalidad con otras cofradías de la ciudad, que competían por el beneplácito de los valencianos y los mejores lugares en las procesiones. Asimismo, en 1399 la cofradía de san Jaime contrató a Pere Nicolau y Marçal de Sas para el retablo de su capilla en la catedral, obra que demostró buenos resultados y la maestría del artista sajón.

### Desaparición y conservación posterior

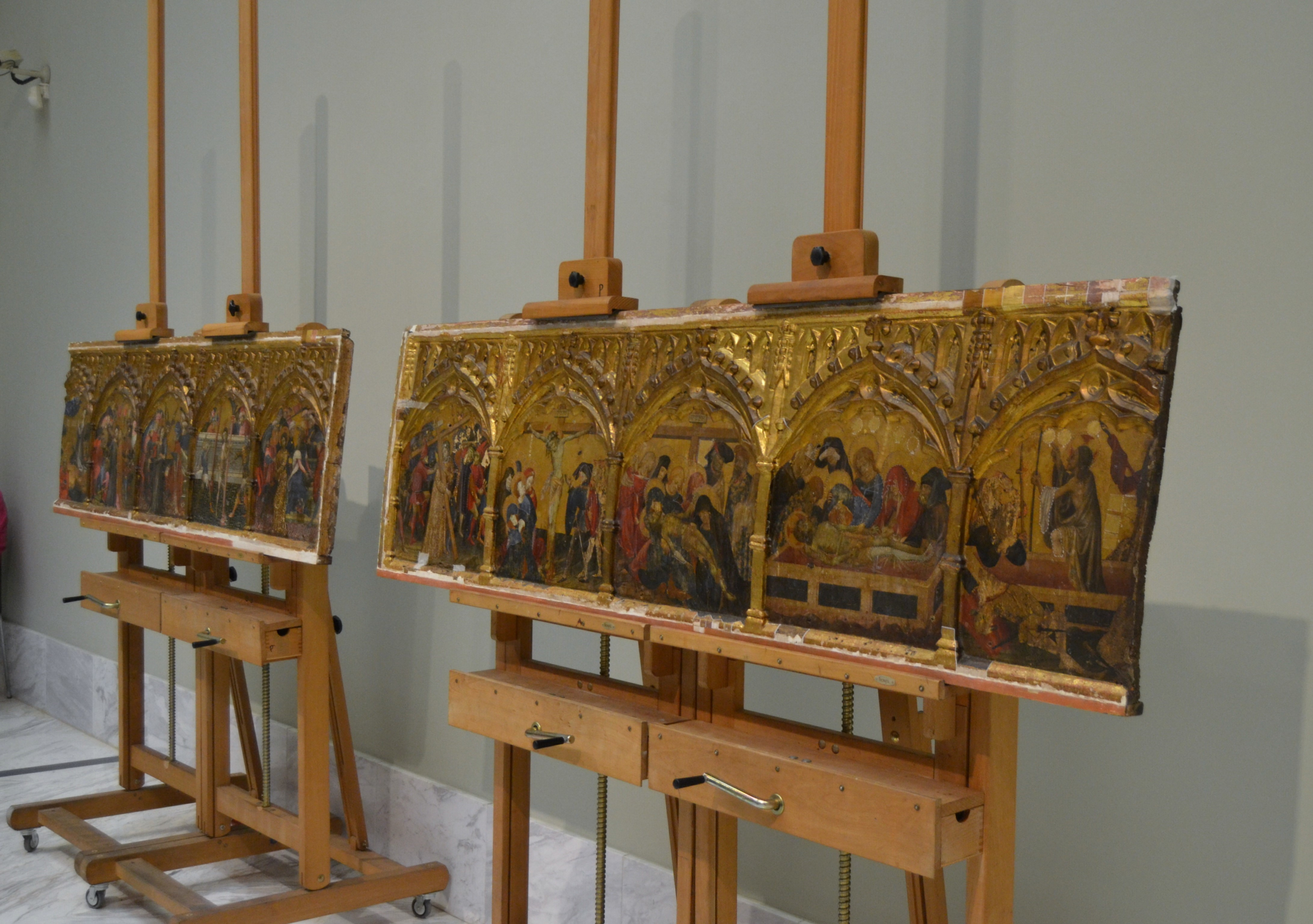
La restauración de la predela en 2019 en el museo de Bellas Artes de Valencia.

Tras la desaparición del retablo de la iglesia de san Jorge en 1711, la pieza se vendió en París en 1864 al South Kensington Museum de Londres —el actual Victoria and Albert Museum—, a través de su director, Henri Cole, y J. C. Robinson, tasador del Departamento de Ciencia y Arte. Adquirieron el retablo por ochocientas libras, una cifra desorbitada si se compara con las trescientas que se pagaron en 1861 por La Asunción de la Virgen de Donatello. Este interés se debe al creciente atractivo en la segunda mitad del siglo XIX hacia el arte gótico y aquello que conectaba a los orígenes de la Europa cristiana. El vendedor se llamaba Bauer y tuvo el retablo por partes en su vivienda en París. Se conservan algunas epístolas sobre las gestiones de la compra, en las que el museo realizó una primera oferta de quinientas libras, que Bauer rechazó argumentando el valor de la pieza y que el museo del Prado en Madrid estaba interesado, ya que no contaba con ningún retablo de esas características.
Entre 1969 y 1972 se limpió y reorganizaron las escenas del retablo según la propuesta del conservador del museo, C. M. Kauffmann, que aludió al cambio en algunas imágenes durante su traslado a Londres. En noviembre de 2017 el Institut Valencià de Conservació i Restauració de Bens Culturals solicitó al museo londinense trasladar a un grupo de técnicos para que pudieran valorar el estado de la obra. La predela fue trasladada a Valencia para su restauración, que duró dieciocho meses. El proceso fue complejo por la necesidad de estudiar su contexto y los pigmentos y técnicas empleadas en el siglo XV. A su vez, la Generalidad Valenciana mostró interés en recuperar el conjunto, pero Tristram Hunt, director del museo, expresó que no estaba dispuesto a entrar en el debate de las restituciones.

## Iconografía

### La batalla del Puig

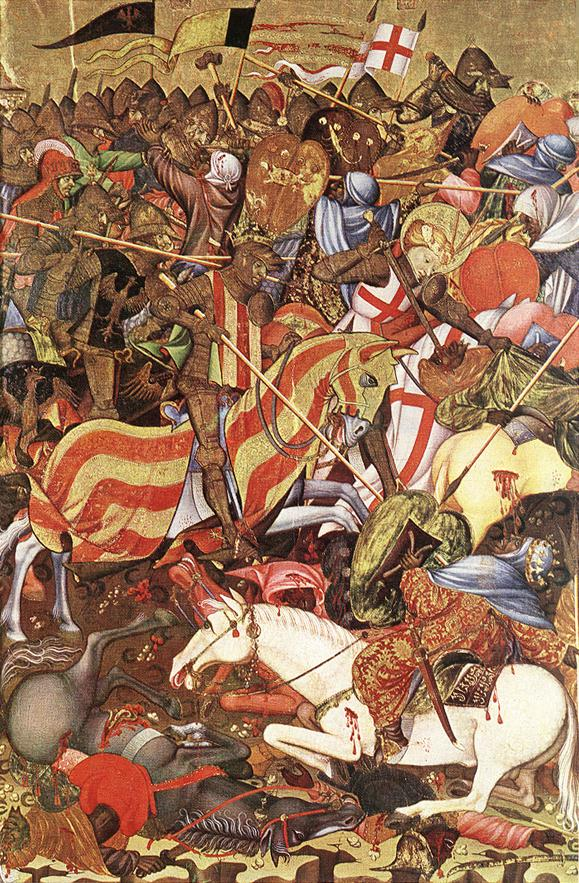
Escena de la batalla del Puig.

En la tabla central está retratada la batalla del Puig, la contienda que sentenció la conquista de Valencia. Las principales fuentes que narran este hecho son el Llibre dels feits de Jaime I y las crónicas del general de Pedro IV y de Bernat Desclot. Estas confirman que Jaime I y sus tropas controlaban el castillo del Puig, una posición estratégica respecto a las entradas de la ciudad. Con la amenaza de un ataque y la escasez de batallones, el monarca fue a reunir más caballeros, dejando a cargo a Bernat Guillen de Entenza y a Guillem de Aguiló como segundo. El rey Zayyán decidió atacar la fortaleza ante la ausencia de Jaime I. La batalla comenzó con minoría aragonesa, pero tras la colina del Puig comenzaron a sonar trompetas y aparecieron enseñas y el pendón real, que indicaban la llegada de nuevos caballeros junto a Jaime I. Sin embargo, fue una artimaña de Guillem de Aguiló con el resto de soldados, que montaron en caballos de labor y trajeron las trompetas y banderas de las naves cercanas. Las tropas de la taifa, ante la aparente llegada de refuerzos, retrocedieron y abandonaron la primera línea de combate.
El retablo representa esta escena en específico, cuando según Bernat Desclot apareció san Jorge, determinando la victoria aragonesa. Este evento es uno de los escasos hechos históricos contados en un retablo medieval. El artista buscó retratar los acontecimientos de forma veraz, así como de acuerdo a las narraciones de la época. La batalla, una de las pocas a campo abierto en la campaña de Valencia, fue una lucha fiera, narrada con «detallismo y crueldad». El ideario popular confirmó tanto la presencia de Jaime I como la aparición milagrosa de san Jorge. El rey aragonés porta los colores de la Señal Real, como su caballo, mientras que el santo lleva el mismo hábito que el Centenar de la Ploma, con la cruz roja. Tras Jaime I se aprecia a otro caballero, con el emblema de un águila con las alas extendidas, Guillem de Aguiló. Por otra parte, Bernat Guillem de Entenza, que murió antes del combate, no se puede identificar claramente en ninguna de las figuras.
La composición es diagonal, dominada por las figuras del rey y el santo junto a sus sendos caballos. Esta línea marca el frente de ataque sobre los luchadores de la taifa, que caen heridos en la parte inferior derecha. Tras Jaime I se encuentran los nobles más fieles, que están venciendo a las pocas tropas sarracenas que aún avanzan en primera línea, en tanto, siguiendo lo que cuentan las crónicas, la retaguardia huye. En contrapunto a los musulmanes derrotados, en la esquina superior izquierda se aprecia la estrategia que ideó Bernat Guillem de Entenza, con las banderas enarboladas en el horizonte.

### San Jorge y el dragón

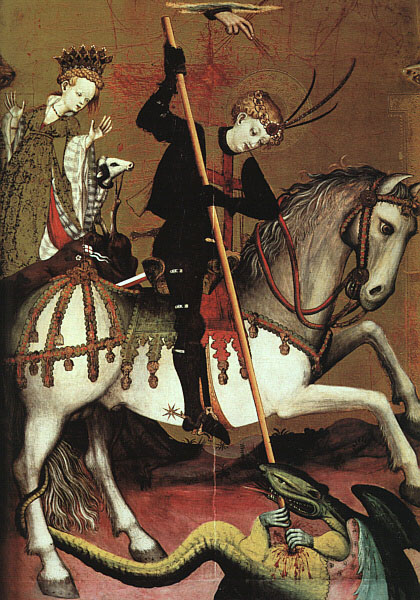
San Jorge, luchando contra el dragón, en la tabla central.

La tabla principal consiste en la escena más representativa de la historia de san Jorge, la lucha contra el dragón ante la mirada asombrada de la princesa, que se mantiene en segundo plano. Las figuras están recortadas sobre el fondo dorado, lo que focaliza la atención del espectador. La composición queda marcada por el propio santo y su corcel blanco, así como su armadura que originalmente era plateada. Arriba aparece la «mano de Dios» (Dextera Dei), que pone de manifiesto la intervención divina en la vida de san Jorge y que era típica de la pintura flamenca y holandesa contemporánea. Una chambrana coronaba esta imagen y la de la batalla del Puig, tal como se observa en los restos de sus extremos superiores. Esta característica es habitual de la pintura medieval valenciana y le daba mayor suntuosidad al retablo.

### Coronación de la Virgen, la vida de san Jorge y la predela

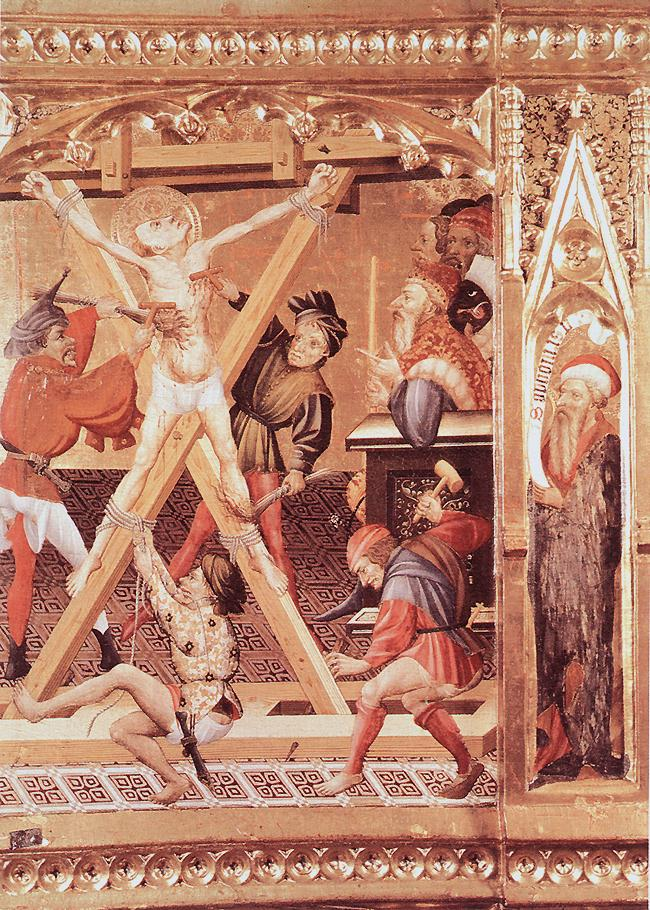
Detalle de la crucifixión de san Jorge.

La parte superior muestra a la Virgen de la Leche acompañada por ángel es cantan alabanzas y tocan instrumentos. Los ángeles de la segunda fila, a la izquierda, tañen chirimías y están vestidos como los ministriles del norte de Europa contemporáneos. Cristo y la paloma del Espíritu Santo están coronando a la Virgen, una iconografía poco habitual en la pintura valenciana.
Las calles laterales narran en dieciséis escenas la historia y martirio contada en la Leyenda áurea de Santiago de la Vorágine. La primera escena, ajena a la Leyenda áurea, muestra a la Virgen y a los ángeles nombrando caballero al santo. El mito explica que san Jorge era un soldado romano originario de Capadocia, que acudió a la ciudad libia de Silca, donde un dragón atemorizaba a sus gentes. El retablo muestra la entrega de doncellas y niños a la criatura, así como el día en que la elegida fue la hija del rey y cómo se presentó el patrón para salvar a la princesa. Las siguientes escena retratan la domesticación del dragón y la conversión del pueblo al cristianismo, representado por el bautismo de la familia real. Siendo ya un caballero y ataviado con el hábito cristiano, san Jorge denuncia al gobernador romano la adoración de falsos ídolos. Esto da pie a su martirio, bajo amparo del gobernador que escucha las palabras de un cerdo y va vestido como el rey Zayyán en la tabla de la batalla del Puig. Las imágenes posteriores muestran diferentes torturas atroces, incluida la crucifixión en una cruz de asta y que le abrieran las entrañas, así como la aparición de Cristo y su muerte.
Estas cuatro calles con la vida de san Jorge están coronadas por las figuras de los cuatro evangelistas. En las entrecalles aparecen veinticuatro profetas, muchos identificados con su nombre, y en el guardapolvo se retrata a los doce apóstoles alternados con los símbolos del Centenar de la Ploma: la cruz de san Jorge y la ballesta. En la predela se retrata la pasión de Jesús en diez escenas, faltando la parte central que pudo ser un tabernáculo.

## Autoría
Miquel Alcanyiz es uno de los principales autores del retablo. Era un pintor aragonés, natural de Alcañiz que se formó en Valencia bajo las enseñanzas de Gherardo Starnina y Marçal de Sas alrededor del 1400. El otro artista principal fue su propio maestro, Andrés Marçal de Sas, que estuvo activo en Valencia desde 1391 y que fue documentado en 1393 junto a Pere Nicolau. Su única obra que se conserva es la tabla de la Duda de santo Tomás, del 1400 y que se encuentra en el museo Catedralicio Diocesano de Valencia. En este se aprecian algunas de sus características, como la expresividad en sus rostros, que tienen los ojos y las narices grandes, así como la abundancia de figuras y la dislocación de algunos de sus miembros, como también se aprecia en las cuatro tablas inferiores del retablo de san Jorge. Este muestra influencia bohemia, una aportación de Marçal de Sas que puso aprender en su tierra.
Es complejo diferenciar la personalidad artística de ambos autores, ya que Alcañiz heredó los conocimientos de Marzal. Algunas características distintiva son los rostros dulce de M. Alcañiz, en contraste al expresionismo y la «casi caricaturización» de las caras de Marzal. Los colores de Alcañiz son más suaves y contrastados, sus obras están colmadas de figuras pero con una composición compensada, sus drapeados están ricamente ornamentados y gusta de los fondos con elementos arquitectónicos, como se aprecia en los suelos de cerámica del retablo del Centenar de la Ploma.
Los elementos detallistas y realistas del retablo se conectan con el arte de la miniatura flamenca y francesa. Esta conexión se pudo realizar mediante la colaboración de Johan Utuvert, documentado en Valencia en 1399 como un pintor de retablos de Utrecht. Una hipótesis del investigador Leandro de Saralegui apunta a Gonçal Peris como uno de los colaboradores de Marçal de Sas para este encargo. Debido a las grandes dimensiones del retablo (6.60 m × 5.50 m), los dos artistas principales debieron contar con la ayuda de otros pintores.